# Franciszek Ksawery Kratzer
Franciszek Ksawery Kratzer, także Kracer (ur. 1731 lub 1740 w Dolnej Austrii, zm. 3 sierpnia 1818 w Krakowie) – polski kantor i kapelmistrz pochodzenia austriackiego.

## Życiorys
Studia muzyczne odbył w Wiedniu. Początkowo pracował jako urzędnik w kopalni soli w Wieliczce. W 1763 roku osiadł w Krakowie, gdzie został śpiewakiem (basistą) kapeli katedry wawelskiej. Od 1768 do 1806 roku był kantorem szkoły przykatedralnej, nauczał chorału i śpiewu chóralnego chłopców-dyszkancistów w kapeli katedralnej. Uczestnik konfederacji barskiej, w 1772 roku brał udział w obronie Warszawy przed wojskami rosyjskimi. W 1777 roku za wzorowe wypełnianie roli kantora katedralnego otrzymał nagrodę w wysokości 200 florenów. W latach 1781–1787 kierował szkołą śpiewu, założoną przez księdza Wacława Sierakowskiego. W 1787 roku przygotował wykonanie operetki Filozofowie wrzekomi w wykonaniu uczniów tej szkoły, na którym obecny był król Stanisław August Poniatowski. W 1794 roku otrzymał posadę kapelmistrza katedry wawelskiej.
Przetłumaczył i wydał katechizm Bernharda Galury (Kraków 1803). Zachowały się jego wspomnienia, spisane w 1856 roku przez syna Kazimierza Augustyna i opublikowane w 1859 roku na łamach „Biblioteki Warszawskiej”.